# Sonne (Astrologie)

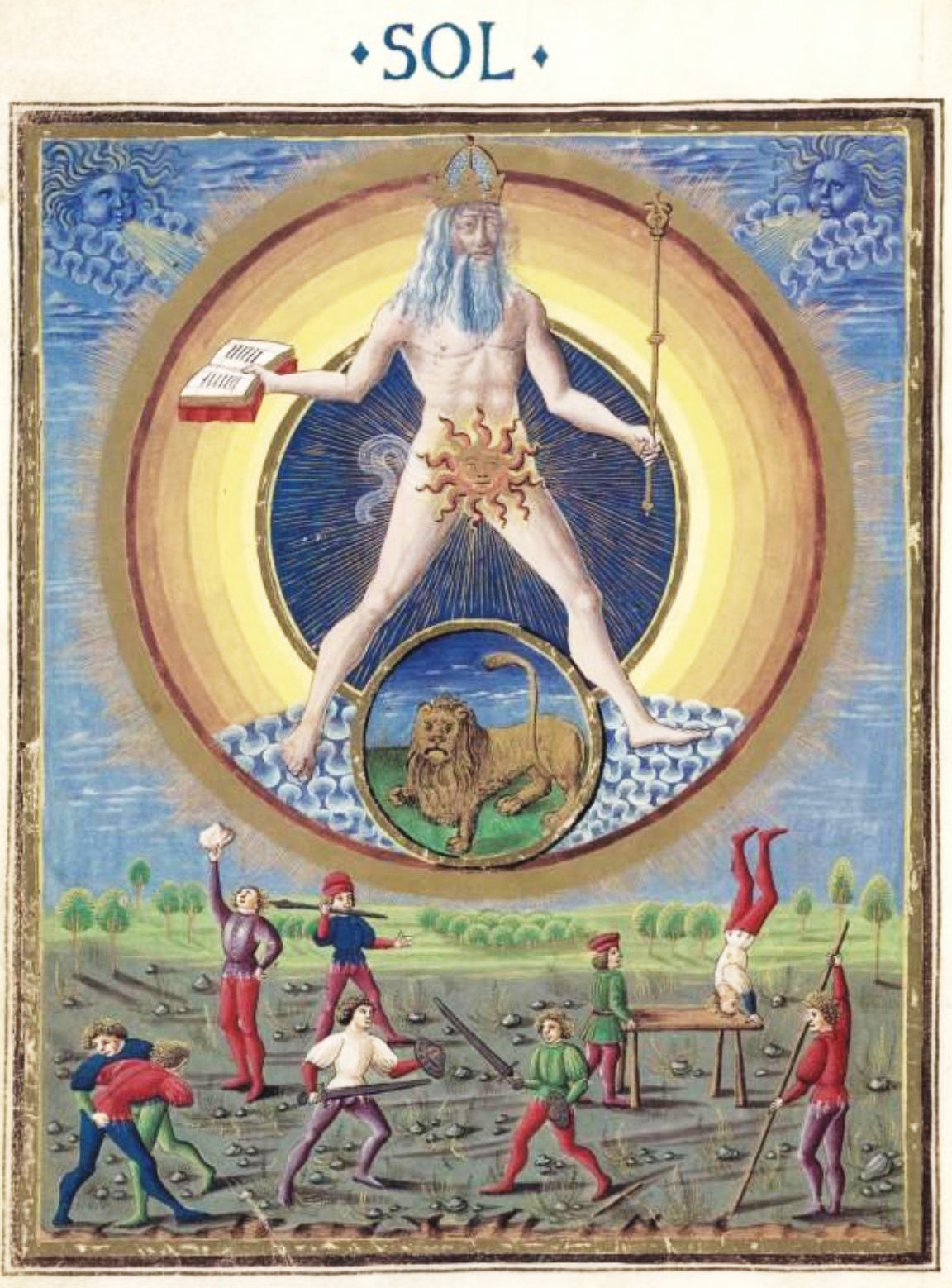
Die Sonne in der illuminierten Handschrift De Sphaerae (ca. 1470)

Die Sonne ist im geozentrischen Weltbild der westlichen Astrologie einer der klassischen sieben Planeten. Das astrologische Symbol ist ☉ (Unicode U+2609). Die Schnittebene der Bahnebene der Erde mit der Himmelskugel bildet die Ekliptik, zugleich die Bahn der (scheinbaren) jährlichen Bewegung der Sonne durch die Tierkreiszeichen. Der Schnittpunkt von Ekliptik und Himmelsäquator ist der Frühlingspunkt, der in der tropischen Astrologie den Anfangspunkt der Gradzählung, der Einteilung der Ekliptik in Abschnitte zu je 30° und die Spitze des Tierkreiszeichens Widder bestimmt.
In der Antike wurde die Sonne von den Griechen mit Helios, aber auch mit Phoibos Apollon identifiziert. Die Entsprechung bei den Römern war Sol (auch als Sol invictus) bzw. Phoebus Apollo. Diese Identifikationen prägten auch die astrologische Ikonografie in Mittelalter und früher Neuzeit.

## Zuordnungen

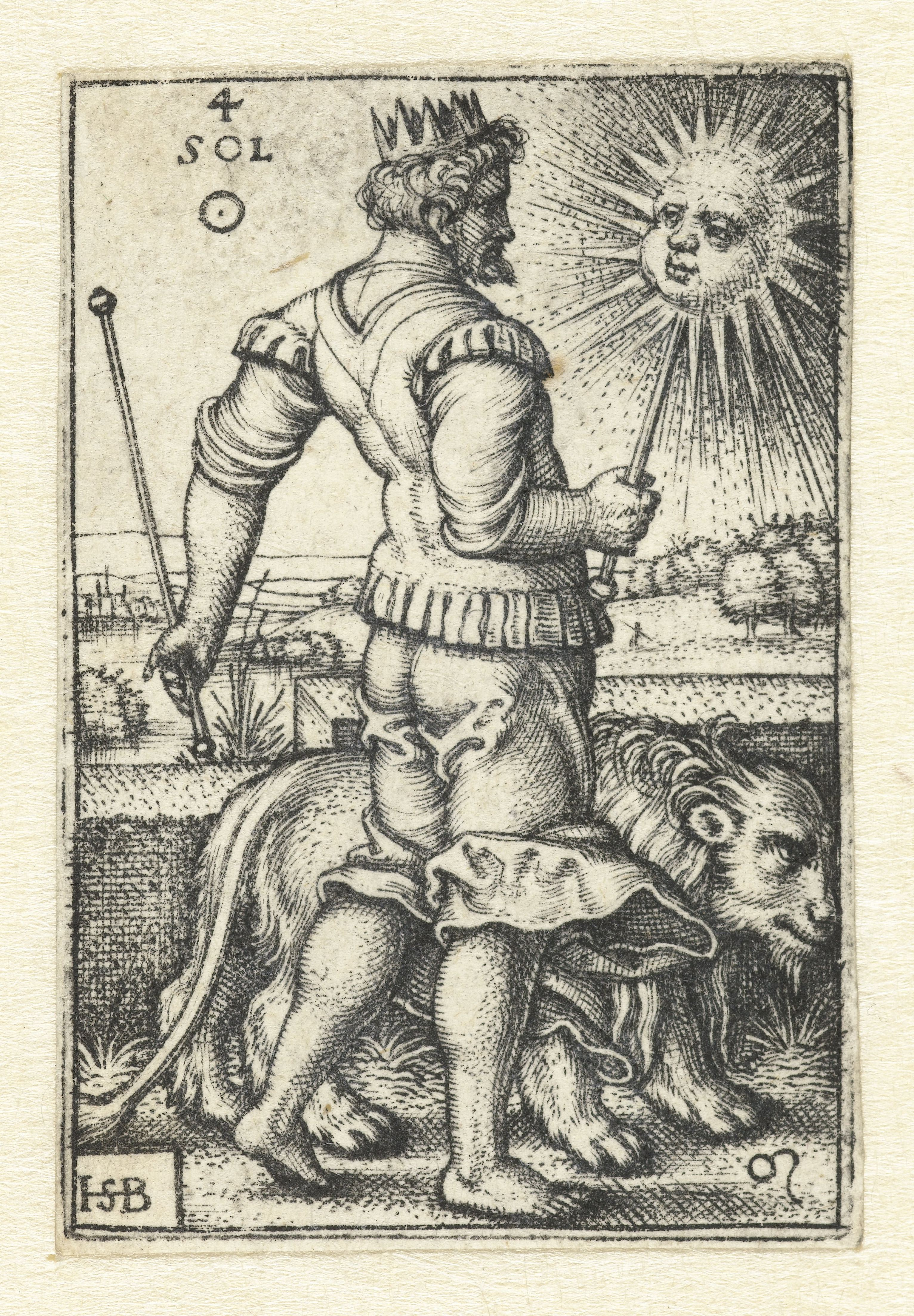
Die Sonne auf einem Druck von Hans Sebald Beham (1539). Die Zahl 4 links oben entspricht der Position der Sonne in der Chaldäischen Reihe.

Nach dem Tetrabiblos des Ptolemäus ist die Sonne:
- Zeichenherrscher im Löwen und im gegenüberliegenden Wassermann im Exil.
- Häuserherrscher im 5. Haus.
- Sie ist auf 19° Widder exaltiert und auf 19° Waage im Fall.
- Die melothesisch der Sonne entsprechenden Körperteile sind Gehirn, Herz, Sehnen und rechte Körperhälfte. Der entsprechende Sinn ist das Sehen.[1]

Weiterhin ist die Sonne:
- Tagesherrscher am Sonntag.
- Jahresherrscher in Jahren, deren Jahreszahl bei Division durch 7 den Rest 1 ergibt, also zum Beispiel 2024.

Die Sonne gilt als männlicher Planet. In der Chaldäischen Reihe steht sie an vierter Stelle.
Das Metall der Sonne ist das Gold.

## Deutung

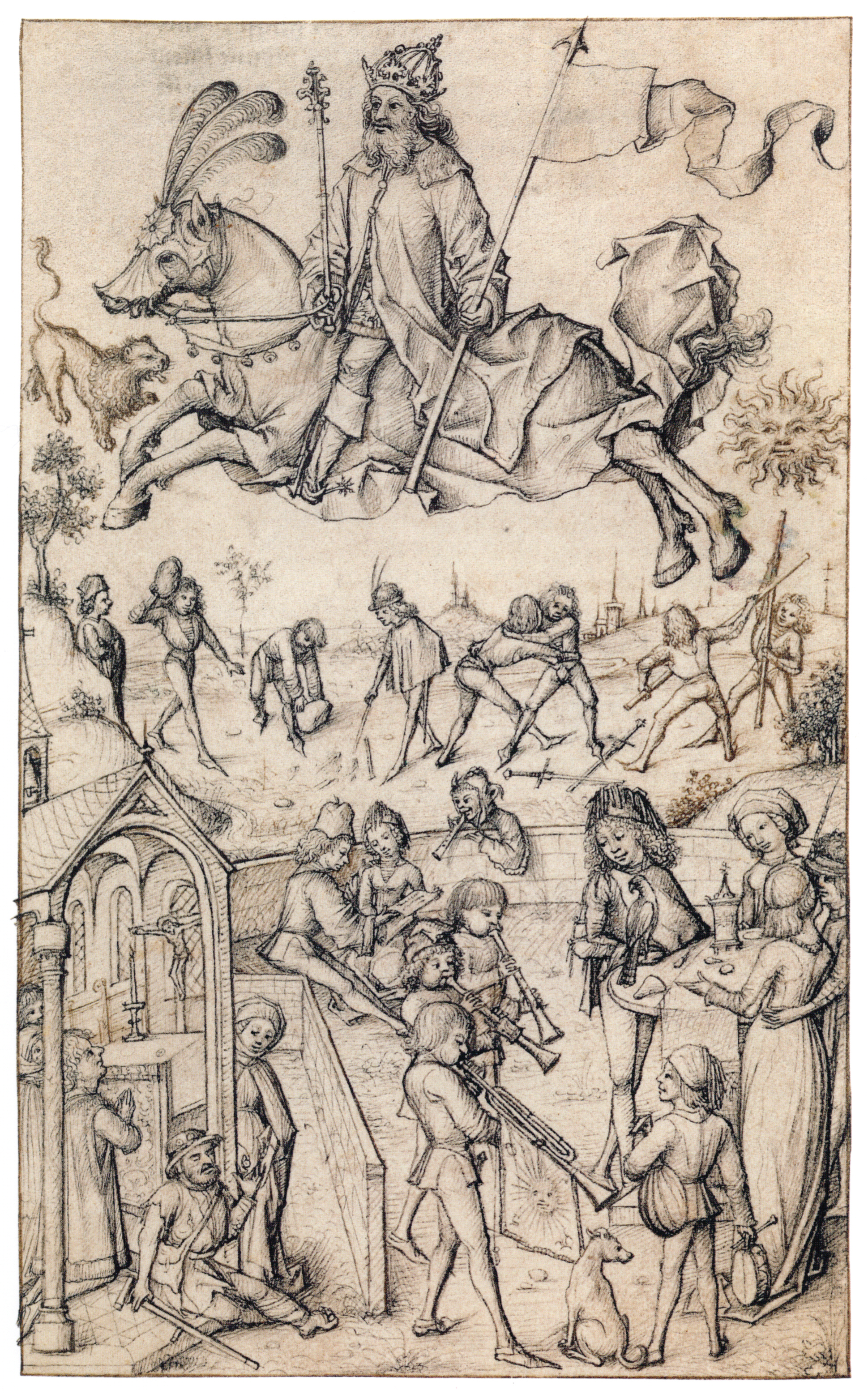
Planetenkinder der Sonne (Mittelalterliches Hausbuch von Schloss Wolfegg, nach 1480)

William Lilly zufolge gilt für den Sonnenmenschen unter günstigen Aspekten: 

„[Er ist] sehr zuverlässig, hält seine Versprechen genau, ein brennendes Verlangen ist da, alles zu beherrschen und zu beeinflussen, wohin er auch kommt; klug und von einzigartigem Urteil; überaus majestätisch und würdevoll, eifrig bemüht, zu Ehren und einem großen Vermögen zu kommen, doch ebenso bereitwillig, es wieder zu aufzugeben; der Sonnenmensch spricht mit Überlegung, macht nicht viele Worte, spricht aber mit Selbstbewusstsein und beherrscht seine Leidenschaften; er ist voll Gedanken und Geheimnis, auf ihn ist Verlass, er spricht mit Bedacht, trotz seiner Großherzigkeit; er ist liebenswürdig, umgänglich und leutselig mit allen Menschen; einer, der Pracht und Prunk liebt und alles, was ehrenhaft ist; kein schmutziger Gedanke kann in sein Herz dringen, usw.“

Bei einer ungünstig gestellten Sonne ist der Sonnenmensch aber:

„[…] arrogant und stolz, verachtet alle Menschen, ist völlig blind im Sehen und Urteilen, umtriebig, schwierig, herrschsüchtig; ein Schwätzer, verschwenderisch, töricht, ohne Würde in den Worten oder Nüchternheit in den Taten, ein Prasser, der sein Vermögen vergeudet und danach die Mildtätigkeit anderer in Anspruch nimmt, meinend, alle Menschen seien ihm verpflichtet, nur weil er ein Gentleman sei.“

Die folgende Zusammenstellung von Stichworten zu verschiedenen Deutungsaspekten folgt Herbert von Klöckler. Dabei beziehen sich „stark“/„schwach“ und „harmonisch“/„disharmonisch“ auf die Stellung der Sonne in den Zeichen bzw. ihre Aspektierung.:
| stark und harmonisch                                 | stark und disharmonisch                                             | schwach und evtl. disharmonisch                                                         |
| Naturprinzip: Licht                                  | Naturprinzip: Licht                                                 | Naturprinzip: Licht                                                                     |
| ---------------------------------------------------- | ------------------------------------------------------------------- | --------------------------------------------------------------------------------------- |
| Wärme                                                | zerstörende Hitze                                                   | Wärmemangel                                                                             |
| Kraft                                                | zerstörende Kraft                                                   | Kraftmangel                                                                             |
| Licht                                                | Grelle                                                              | Lichtmangel                                                                             |
| Biologisch: Vitalität                                |                                                                     |                                                                                         |
| Vitalität                                            | lebensfeindlicher Kraftverbrauch                                    | geschwächte Vitalität                                                                   |
| organisch: Herztätigkeit und Kreislauf               |                                                                     |                                                                                         |
| normale und kräftige Herz- und Kreislauffunktion     | akute Störungen von Herztätigkeit und Kreislauf, erhöhter Blutdruck | chronische Störung im Herz- und Kreislaufgebiet, Herzschwäche, herabgesetzter Blutdruck |
| psychologisch: Wille (zur Macht, im weitesten Sinne) |                                                                     |                                                                                         |
| Ehrgeiz, Machtwille                                  | Machtgier, Herrschsucht                                             | gehemmter und fehlender Machttrieb                                                      |
| Streben                                              | Überspannung der Ziele                                              | Mangel an Zielstrebigkeit                                                               |
| Organisation                                         | Überorganisation                                                    | Organisationsmangel                                                                     |
| Mut                                                  | Tollkühnheit, Prahlerei, Unbesonnenheit                             | Furcht                                                                                  |
| Durchsetzungsgabe                                    | Gewalttätigkeit                                                     | Entschluss- und Energielosigkeit                                                        |
| Temperament: schizoid-cholerischer Typ               |                                                                     |                                                                                         |

Bestimmte Formen der Konjunktion eines Planeten mit der Sonne haben besondere Wirkung auf dessen Würde und in der Literatur eigene Namen:
- Cazimi, aus dem Arabischen mit der Bedeutung „im Herzen [der Sonne]“, ist eine besonders enge Konjunktion mit einem Orbis von 17 Bogenminuten oder weniger. Dieser Aspekt gilt als günstig und stärkt den betreffenden Planeten.
- Verbrennung, ist eine Konjunktion mit einem Orbis von weniger als 8,5° (nach Lilly), die nicht eng genug für Cazimi ist. Eine solche Konjunktion schwächt den betreffenden Planeten.